# Adobe XD
Adobe Experience Design (Adobe XD) — программа для разработки интерфейсов от Adobe Systems. Поддерживает векторную графику и веб-верстку и создает небольшие интерактивные прототипы[неизвестный термин].

### Особенности Adobe XD
- Adobe Experience Design — приложение для UI / UX дизайнеров, предоставляющее возможности как для разработки дизайна, так и для создания взаимодействия прототипа с переходами между монтажными областями.
- Возможность создавать простые макеты и вайрфреймы[неизвестный термин] с помощью мобильного приложения Adobe Comp для iOS и Android.
- Возможность передать растровые изображения между Photoshop и Adobe XD[4].